# Bullens pilsnerkorv
| Bullens pilsnerkorv |
| --- |
| Skådespelaren Erik "Bullen" Berglund gav sitt namn åt helkonserven. - Betydelse – konserverad korv på burk - Bakgrund – 1953, i Alvesta - Tidigare händelse – Alvestaepidemin - Innehåll – pilsner ingår inte i receptet |

Bullens pilsnerkorv är en konserverad svensk korvprodukt uppkallad efter skådespelaren Erik "Bullen" Berglund. Den lanserades 1953, i samband med en allvarlig salmonellaepidemi med ursprung i Alvesta. Produkten, som lanserades som garanterat salmonellafri, var under 1950-talet en av många helkonserver under "Bullens"-etiketten. Numera tillverkas den av Scan.

## Historik

### Bakgrund
De första pilsnerkorvarna producerades av Alvesta slakteriförening 1953. Produktlanseringen föregicks av ett stort utbrott av salmonella med ursprung i Alvestas slakteri. Totalt 9 000 smittades och 90 avled i epidemin, denna varma 1950-talssommar.
Som en följd av epidemiutbrottet höll sig skeptiska konsumenter en tid framöver borta från köttprodukter, särskilt sådana med namnet "Alvesta" på etiketten. Den nya korvprodukten var ett sätt att sälja in en garanterat salmonellafri helkonserv, dessutom med draghjälp av en känd filmpersonlighet.

### Lansering
Skådespelaren Berglund, som gjort sig ett namn som kokboksförfattare, lånade ut sitt namn och ansikte till den nya produkten. Han hade som skådespelare etablerat sig inom komedigenren pilsnerfilm, vilket ledde till den nya produktens namn.
Berglund hjälpte dessutom till att ta fram receptet till den konserverade korven. Under 1950-talet lanserades totalt ett trettiotal produkter under "Bullen"-etiketten, inklusive grisfötter och dillkött.

### Senare år
Av de andra tidigare charkuteriprodukterna under "Bullens"-etiketten återstår på 2000-talet endast den här konserverade "pilsnerkorven". Den marknadsförs under två namn:
- Bullens pilsnerkorv, med 8 korvar i en burk
- Bullens varmkorv, med 40 något längre korvar i en större burk

Sedan 2016 produceras Bullens pilsnerkorv av Scan. Receptet, designen och förpackningen är fortfarande de samma som vid lanseringen. Etiketten är i gult och svart, med texten "Bullens" samt några korvar i avvikande rött.

## Innehåll och användning
Den kokta korven ligger i konservburken i korvspad. I receptet för korven ingår inte pilsner.
Korven ska värmas sakta i sitt eget spad för att inte spricka. Berglunds egen rekommendation var att lägga korven samt ett lagerblad på knäckebröd, vilket sedan toppas med konsumentens egen favoritsenap.

## Bullens pilsnerkorv i populärkulturen
I Leif G.W. Perssons roman Kan man dö två gånger? från 2016 är en burk Bullens pilsnerkorv en del i lösningen på en mordgåta, och historien bakom Bullens pilsnerkorv beskrivs utförligt i boken.